# الكهف الرملي العلوي
الكهف الرملي العلوي (بالإنجليزية: Sandy Cave Upper)‏ هو كهف يقع ضمن أقاليم ما وراء البحار البريطانية في منطقة جبل طارق التابعة للتاج البريطاني.